# Museo del Indio (Río de Janeiro)
El Museo del Indio (en portugués: Museu do Índio) es museo público brasileño en la ciudad de Río de Janeiro. El museo es una agencia cultural y científica de la Fundação Nacional do Índio (Fundación Nacional del Indio en español) y fue fundado por el político brasileño Darcy Ribeiro en 1953. La entrada al museo es gratuita.
Es la única institución oficial en Brasil dedicada exclusivamente a los pueblos indígenas de Brasil. El museo tiene el objetivo de promocionar una imagen cuidadosa y actualizada de la causa india y borrar prejuicios y estereotipos negativos en la sociedad brasileña sobre estas comunidades.

## Colecciones

Inauguración del museo en 1953.

La colección tiene 15.840 objetos de etnografía de los actuales pueblos indígenas de Brasil. En la Biblioteca Marechal Rondon, hay más de 16.000 publicaciones nacionales y extranjeras especializadas en la etnología y temáticas relacionadas, más de 50.000 imágenes de diversos entornos, incluyendo más 3.000 fotografías digitales, aproximadamente 200 películas, vídeos y registros de sonido, así como más de 500.000 documentos de valor histórico relacionados con varios grupos amerindios y su situación política en Brasil desde el fin de siglo XIX al presente.

## Historia

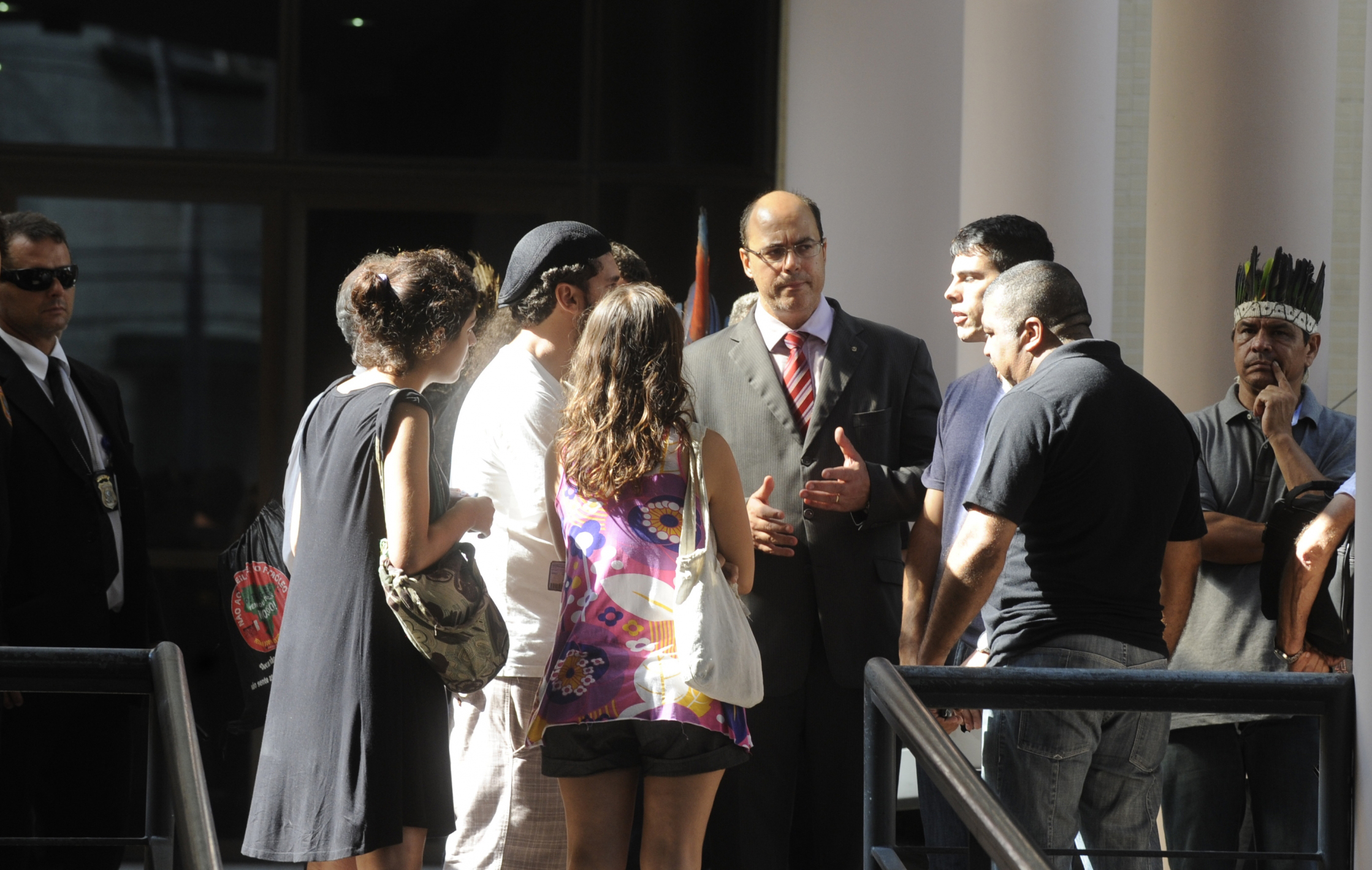
El juez Wilson Witzel en marzo de 2013 reunido con los indígenas manifestantes reunidos en la antigua sede del museo.

El museo fue fundado en 1953. En 1978, el museo se mudó a una antigua mansión construida en la década de 1880s en el barrio de Botafogo. Originalmente, fue construido por João Rodrigues Teixeira, un empresario involucrado en la industria alimentaria de Río de Janeiro. La mansión fue construido por Teixeira como su residencia familiar y la casa está registrada en el Instituto  Patrimônio Histórico e Artístico Nacional. El estilo arquitectónico de su construcción es bastante representativo de este período de crecimiento urbano.
En marzo del 2013, la policía entró a la fuerza a la antigua sede del museo para acabar con un parálisis. 20 manifestantes indígenas se habían ocupado en el inmueble adyacente.